# Manius Acilius Aviola (Konsul 54)
Manius Acilius Aviola († 97) war ein römischer Politiker und Senator des 1. Jahrhunderts n. Chr.
Acilius Aviola entstammte der plebejischen gens Acilia aus dem Latium, wenn nicht gar aus Ostia, und war vermutlich der Sohn von Acilius Aviola, Legatus der Provinz Gallia Lugdunensis im Jahr 21. Sein cursus honorum ist durch seine fragmentarische Grabinschrift bekannt. Er begann seine Karriere als Quästor unter Kaiser Claudius um das Jahr 45, wahrscheinlich kurz bevor er in den patrizischen Stand erhoben wurde.
Im Jahr 54 war er zusammen mit Marcus Asinius Marcellus Konsul und 65/66 Prokonsul der Provinz Asia. Frontinus berichtet, dass Aviola ab 74 bis zu seinem Tod 97 als curator aquarum die Wasserversorgung Roms beaufsichtigte. Außerdem war er sodalis eines nicht näher spezifizierten Priesteramts, wahrscheinlich sodalis Augustales.
Verheiratet war er mit Aedia Servilia.